# Ormosia albrighti
Ormosia albrighti är en tvåvingeart som beskrevs av Alexander 1954. Ormosia albrighti ingår i släktet Ormosia och familjen småharkrankar. Inga underarter finns listade i Catalogue of Life.